# Bătălia de la Vézeronce
Bătălia de la Vézeronce a avut loc pe 25 iunie 524 în apropiere de Vézeronce (pe atunci Veseruntia) în Isère. A fost una dintre bătăliile Războiului Burgundiei pornit de cei patru succesori ai regelui franc Clovis I: Childebert I, Chlodomir, Clotaire I, și Theuderic I. 
Regele Burgundiei Sigismund a fost învins, iar el și cei doi fii ai săi au fost executați din ordinul lui Chlodomir. Chlodomir și Childebert și-au terminat apoi cucerirea de la Vézeronce învingându-l pe Gundomar al III-lea și pe aliații săi ostrogoți. Chlodomir, unul dintre conducătorii armatei francilor, a fost ucis în luptă.
În afară de înfrângerea crucială a burgunzilor, care a asigurat anexarea regatului lor de către merovingieni, urmările luptei în cadrul Franciei au fost împărțirea regatului lui Chlodomir între frații săi, și eliminarea moștenitorilor la tron.
În anul 1871, la locul bătăliei a fost descoperit un coif de fabricație bizantină, care probabil că a aparținut unei căpetenii france. În prezent, acest coif se găsește expus la Musée dauphinois din Grenoble.